# 식스테일과 나인테일
나인테일(キュウコン 규콘[*], 영어: Ninetales 나인테일스[*])의 분류는 여우포켓몬이다.
| 번호: | 타입: 불/얼음, 페어리(리전폼) | 진화하지 않음 |

## 특징
식스테일의 진화형. 체모는 황금색으로 바뀌었다. 매우 영리하지만 집념이 강해서 위해를 준 사람에게의 복수는 반드시 이루려고 한다. 식스테일처럼 후각과 청각이 뛰어나다.
불꽃 타입의 포켓몬이나 전설의 포켓몬을 제외하면 가장 장수하는 포켓몬으로, 1000년 이상 산다고 한다.
전설에 의하면 9명의 성스러운 힘을 가진 선인이 합체하여 태어났다고 한다. 9개의 꼬리에는 각각 이상한 힘이 있기 때문에 마인드 컨트롤, 저주, 불, 자취를 감추는 등의 힘을 조종한다. 장난으로 꼬리를 잡은 사람에게 1000년 동안 재앙이 내린다고 한다.
《포켓몬스터 썬·문》에서 식스테일과 마찬가지로 알로라의 환경에 적응된 리전폼이 등장하였다.
식스테일에게 「불의 돌」을 사용하는 것으로 진화한다. 따라서 레벨 100에서도 진화할 수 있다. 리전 폼은 「얼음의 돌」을 사용하여 진화하며, 진화하면서 페어리 타입이 추가된다.
《포켓몬스터 피카츄》에서 라이벌이 사용한다.
《포켓몬 불가사의 던전 파랑 구조대·빨강 구조대》에서는 이야기의 열쇠를 잡고있는 중요한 존재이다.
《포켓몬스터》58화에서 그렌마을의 체육관장, 강연이 사용하여 지우의 꼬부기에게 승리했다.
《포켓몬스터》232화에서 지우 일행은 200년 동안 산 나인테일을 만난다.
만화책 《포켓몬스터 스페셜》에서 그린이 사용한다.
《포켓몬스터 W》의 고우의  프로잭트뮤의 도전미션으로 알로라 나인테일을 진정시키라는 퀘스트를 받고, 고우가 진정시키고 잡은다.

## 식스테일
식스테일(ロコン 로콘[*], 영어: Vulpix 벌픽스[*])의 분류는 여우포켓몬이다.
사막여우의 모습을 한 포켓몬. 다갈색의 몸과 끝부분이 둥글게 말려진 6개의 꼬리, 암갈색의 눈동자와 작은 입, 정삼각형 모양의 귀를 가졌다. 머리에도 꼬리와 닮은 털이 3개 있다.
막 태어났을 때는 새하얀 1개의 꼬리 밖에 없지만, 성장함에 따라 꼬리가 나뉜다. 체내에는 꺼지지 않는 불길이 있어, 체온이 오르면 너무 뜨거워 지지 않게 입으로부터 불길을 토해낸다.
자기보다 강한 적을 만나면 상처를 입은 모습을 하고 적을 속인뒤 도망간다. 불길을 마음대로 조종하여 도깨비불을 만들어 낸다. 진화하기 직전에 6개의 꼬리는 불같이 뜨거워진다.
《포켓몬스터 썬·문》에서 알로라의 환경에 적응된 리전 폼이 등장하였다. 타입은 얼음타입이고 특성은 눈숨기이며 숨겨진 특성은 눈퍼트리기다.
「불의 돌」을 사용하면 나인테일으로 진화하며, 리전 폼은 「얼음의 돌」을 사용하면 진화한다.
《포켓몬스터》28화에서 웅이가 포켓몬 매니저 희야에게 식스테일을 자신보다 소중히 해 주기 때문이라는 이유로 받는다.
《포켓몬스터》169화에서 웅이는 식스테일을 희야에게 돌려주었다.
그리고《포켓몬스터AG》에서는 봄이가 선물로 받은 알에서 태어난다.
《포켓몬스터 블랙·화이트》 드림월드 특성 '가뭄' 이 추가 되어 활용도가 높아졌다. 가뭄은 나인테일이 필드에 등장하면 날씨가 '쾌청' 상태가 되는 특성으로 쾌청파티를 더욱 강화시켰다.
《포켓몬스터 썬&문》14화에서 릴리에가 맡은 알에서 리전 폼 식스테일이 태어난다. 닉네임은 하양이이다.